# NeXus (Dateiformat)
NeXus bezeichnet ein Datenformat für wissenschaftliche Anwendungen von Neutronen, Röntgenstrahlen und Myonen. Es ist nicht zu verwechseln mit dem Nexus-Format in der Bioinformatik.
Das NeXus-Format wurde ab 1994 von wissenschaftlichen Mitarbeitern mehrerer Großforschungseinrichtungen entwickelt und an einigen Einrichtungen zügig eingeführt; so werden seit den späten 1990er Jahren Neutronenstreudaten am Paul-Scherrer-Institut in NeXus erzeugt und archiviert. Mit immer höheren Primärdatenraten und dem daraus folgenden Bedarf, von ASCII- zu Binärformaten zu wechseln, stieg auch an anderen Instituten das Interesse an NeXus. Weltweit ist NeXus derzeit der einzige Kandidat für ein standardisiertes Datenformat an zahlreichen Neutronen- und Synchrotronstrahlungsinstrumenten.
Das Datenmodell von NeXus erlaubt die Speicherung in verschiedenen physikalischen Formaten. Unterstützt werden XML, HDF4 und HDF5. Längerfristig soll jedoch nur HDF5 unterstützt werden.